# Medalův mlýn
Medalův mlýn, dříve Soukupův, někdy také Medulův mlýn, je vodní mlýn v okrese Příbram stojící vedle silnice mezi Hlubošem a Čenkovem.

## Historie
Založen byl pravděpodobně kolem poloviny 19. století. První písemné zmínky uvádí manželé Jana a Františku Soukupových, kteří v roce 1864 koupili pozemky v lokalitě zvanou Na Kluzích. Na těchto pozemcích postavili mlýn, pravděpodobně už v roce 1864, který byl zapsán 15. ledna 1867 do pozemkové knihy Okresního soudu v Příbrami. V roce 1873 byl mlýn prodán manželům Jindřichovi a Antonii Rmoutilovým. Další majitelkou byla v roce 1905 Božena Reinerová, následně Josef Zvěřina (k roku 1910) a Alois Medal a v roce 1930 je uváděn Otto Medal. Od roku 2020 mlýn vlastnil Ivan Matoušek.

## Popis
Mlýn je jednopatrová zděná budova, která stojí u silnice II/118 pod vrchem Hořice u řeky Litavky. K mlýnu vede 240 m dlouhý náhon se spádem 2,65 m od kamenného jezu, který je dvacet šest metrů dlouhý a 1,3 m vysoký. Náhon vytéká z pravé strany řeky a je ještě posílen Hlubošským potokem. Původní mlýn měl dvě vodní kola. V roce 1930 jsou uváděna dvě vodní kola na svrchní vodu s hltností 0,142 m³/s a výkonem 3,9 HP.
Od roku 1998 je mlýn veden jako malá vodní elektrárna vybavená Francisovou turbínou o výkonu 10 kW. Na budově mlýna se nacházejí sluneční hodiny.
Nedaleko mlýna v protějším svahu se nachází stejnojmenné paleontologické naleziště.